# 三穂田町
三穂田町（みほたまち）は福島県郡山市にある町。かつては福島県中通り中部、安積郡に属していた三穂田村だった。

## 概要
村名は旧三和村と旧穂積村、川田地区から1文字ずつ取られて名付けられた。安積疏水の灌漑により農業が盛んな地域である。伝統行事としては、唐傘行灯花火などが伝えられている。
郡山市との合併後に東北自動車道郡山南インターチェンジ (福島県)が設置され、その後、郡山総合地方卸売市場（所在地は大槻町）や民間企業の倉庫などが建設されたことで、物流面でも重要な地域となった。

## 地理
- 深田ダム
- 亀賀森神社

## 歴史

### 年表
- 1955年（昭和30年）3月10日 - 三和村と穂積村、安積町川田地区が合併し三穂田村となる。
- 1965年（昭和40年）5月1日 - 郡山市が三穂田村を含む安積郡全町村と新設合併を行ったことで郡山市の一部となる。

### 行政区域変遷
- 変遷の年表

| 三穂田村村域の変遷（年表） | 三穂田村村域の変遷（年表） | 三穂田村村域の変遷（年表） |
| 年                         | 月日                       | 旧三穂田村村域に関連する行政区域変遷 |
| -------------------------- | -------------------------- | --- |
| 1889年（明治22年）         | 4月1日                     | 町村制施行に伴い、以下の村がそれぞれ発足。 - 穂積村 ← 大谷村・山口村・駒屋村・八幡村・野田村 - 三和村 ← 富岡村・下守屋村・鍋山村 - 豊田村 ← 成田村・川田村        |
| 1954年（昭和29年）         | 12月10日                   | 豊田村は永盛町と合併し安積町が発足。 |
| 1955年（昭和30年）         | 3月10日                    | 穂積村・三和村と安積町の一部（川田）が合併し三穂田村が発足。 |
| 1965年（昭和40年）         | 5月1日                     | 安積町は郡山市と安積郡富久山町・日和田町・熱海町・三穂田村・喜久田村・逢瀬村・ 片平村・三穂田村・湖南村と田村郡田村町とともに合併し郡山市が発足。三穂田村は消滅。 |

- 市制・町村制以前の変遷表

| 市制町村制以前の三穂田村村域の変遷表 | 市制町村制以前の三穂田村村域の変遷表 | 市制町村制以前の三穂田村村域の変遷表 | 市制町村制以前の三穂田村村域の変遷表 | 市制町村制以前の三穂田村村域の変遷表 |
| 1868年 以前                          | 1868年 以前                          | 明治元年 - 明治22年                  | 明治元年 - 明治22年                  | 明治22年 4月1日                      |
| ------------------------------------ | ------------------------------------ | ------------------------------------ | ------------------------------------ | ------------------------------------ |
|                                      | 大谷村                               | 明治8年 山野辺村の一部               | 明治12年 大谷村                      | 穂積村                               |
|                                      | 山口村                               | 明治8年 山野辺村の一部               | 明治12年 山口村                      | 穂積村                               |
|                                      | 駒屋村                               | 明治8年 穂積村                       | 明治12年 駒屋村                      | 穂積村                               |
|                                      | 八幡村                               | 明治8年 穂積村                       | 明治12年 八幡村                      | 穂積村                               |
|                                      | 野田新田村                           | 明治8年 穂積村                       | 明治12年 野田村                      | 穂積村                               |
|                                      | 鍋山村                               | 明治8年 穂積村                       | 明治12年 鍋山村                      | 三和村                               |
|                                      | 富岡村                               | 明治8年 稲津村の一部                 | 明治12年 富岡村                      | 三和村                               |
|                                      | 下守屋村                             | 明治8年 稲津村の一部                 | 明治12年 下守屋村                    | 三和村                               |
|                                      | 成田村                               | 明治8年 豊田村の一部                 | 明治12年 成田村                      | 豊田村                               |

- 市制・町村制以後の変遷表

| 市制・町村制以後の三穂田村村域の変遷表 | 市制・町村制以後の三穂田村村域の変遷表 | 市制・町村制以後の三穂田村村域の変遷表 | 市制・町村制以後の三穂田村村域の変遷表 | 市制・町村制以後の三穂田村村域の変遷表 | 市制・町村制以後の三穂田村村域の変遷表 | 市制・町村制以後の三穂田村村域の変遷表 | 市制・町村制以後の三穂田村村域の変遷表 | 市制・町村制以後の三穂田村村域の変遷表 |
| 1889年 以前                            | 1889年 以前                            | 明治22年 4月1日                        | 明治22年 - 昭和64年                    | 明治22年 - 昭和64年                    | 明治22年 - 昭和64年                    | 平成元年 - 現在                        | 現在                                   |                                        |
| -------------------------------------- | -------------------------------------- | -------------------------------------- | -------------------------------------- | -------------------------------------- | -------------------------------------- | -------------------------------------- | -------------------------------------- | -------------------------------------- |
|                                        | 大谷村                                 | 穂積村                                 | 穂積村                                 | 昭和30年3月10日 三穂田村               | 昭和40年5月1日 郡山市                  | 郡山市                                 | 郡山市                                 |                                        |
|                                        | 山口村                                 | 穂積村                                 | 穂積村                                 | 昭和30年3月10日 三穂田村               | 昭和40年5月1日 郡山市                  | 郡山市                                 | 郡山市                                 |                                        |
|                                        | 駒屋村                                 | 穂積村                                 | 穂積村                                 | 昭和30年3月10日 三穂田村               | 昭和40年5月1日 郡山市                  | 郡山市                                 | 郡山市                                 |                                        |
|                                        | 八幡村                                 | 穂積村                                 | 穂積村                                 | 昭和30年3月10日 三穂田村               | 昭和40年5月1日 郡山市                  | 郡山市                                 | 郡山市                                 |                                        |
|                                        | 野田村                                 | 穂積村                                 | 穂積村                                 | 昭和30年3月10日 三穂田村               | 昭和40年5月1日 郡山市                  | 郡山市                                 | 郡山市                                 |                                        |
|                                        | 富岡村                                 | 三和村                                 | 三和村                                 | 昭和30年3月10日 三穂田村               | 昭和40年5月1日 郡山市                  | 郡山市                                 | 郡山市                                 |                                        |
|                                        | 下守屋村                               | 三和村                                 | 三和村                                 | 昭和30年3月10日 三穂田村               | 昭和40年5月1日 郡山市                  | 郡山市                                 | 郡山市                                 |                                        |
|                                        | 鍋山村                                 | 三和村                                 | 三和村                                 | 昭和30年3月10日 三穂田村               | 昭和40年5月1日 郡山市                  | 郡山市                                 | 郡山市                                 |                                        |
|                                        | 川田村                                 | 豊田村                                 | 昭和29年12月10日 安積町                | 昭和30年3月10日 三穂田村               | 昭和40年5月1日 郡山市                  | 郡山市                                 | 郡山市                                 |                                        |

## 人口・世帯

### 人口
総数 [単位： 人]
| 2010年（平成22年） | 4,780 |
| 2015年（平成27年） | 4,471 |

### 世帯
総数 [単位： 世帯]
| 2010年（平成22年） | 1,239 |
| 2015年（平成27年） | 1,244 |

## 行政

### 県管轄の機関
- 郡山警察署三穂田駐在所

### 市管轄の機関
- 三穂田行政センター
- 三穂田スポーツ広場

## 交通

### 路線バス
一般路線
- 福島交通により運行されていたが、2022年3月末をもって廃線となる。

### 道路
高速道路
- 東北自動車道：郡山南IC

県道
- 福島県道29号長沼喜久田線
- 福島県道47号郡山長沼線
- 福島県道55号郡山矢吹線
- 福島県道294号三穂田須賀川線
- 福島県道295号芦ノ口大槻線

## 産業

### 農業
- 田畑が広がる

### 商業
- 郡山ゴルフ倶楽部、郡山ニューカントリーゴルフ場が立地
- 地域内に大規模な小売店舗は存在していない

## 教育
小学校
- 郡山市立穂積小学校 - 旧三穂田村立穂積小学校1873年（明治6年）創立。
- 郡山市立三和小学校 - 旧三穂田村立三和小学校1925年（大正14年）創立。

中学校
- 郡山市立三穂田中学校 - 旧三穂田村時代の1961年（昭和36年）に穂積中学校と三和中学校が統合し開校した。

## 名所・旧跡・観光スポット・祭事・催事

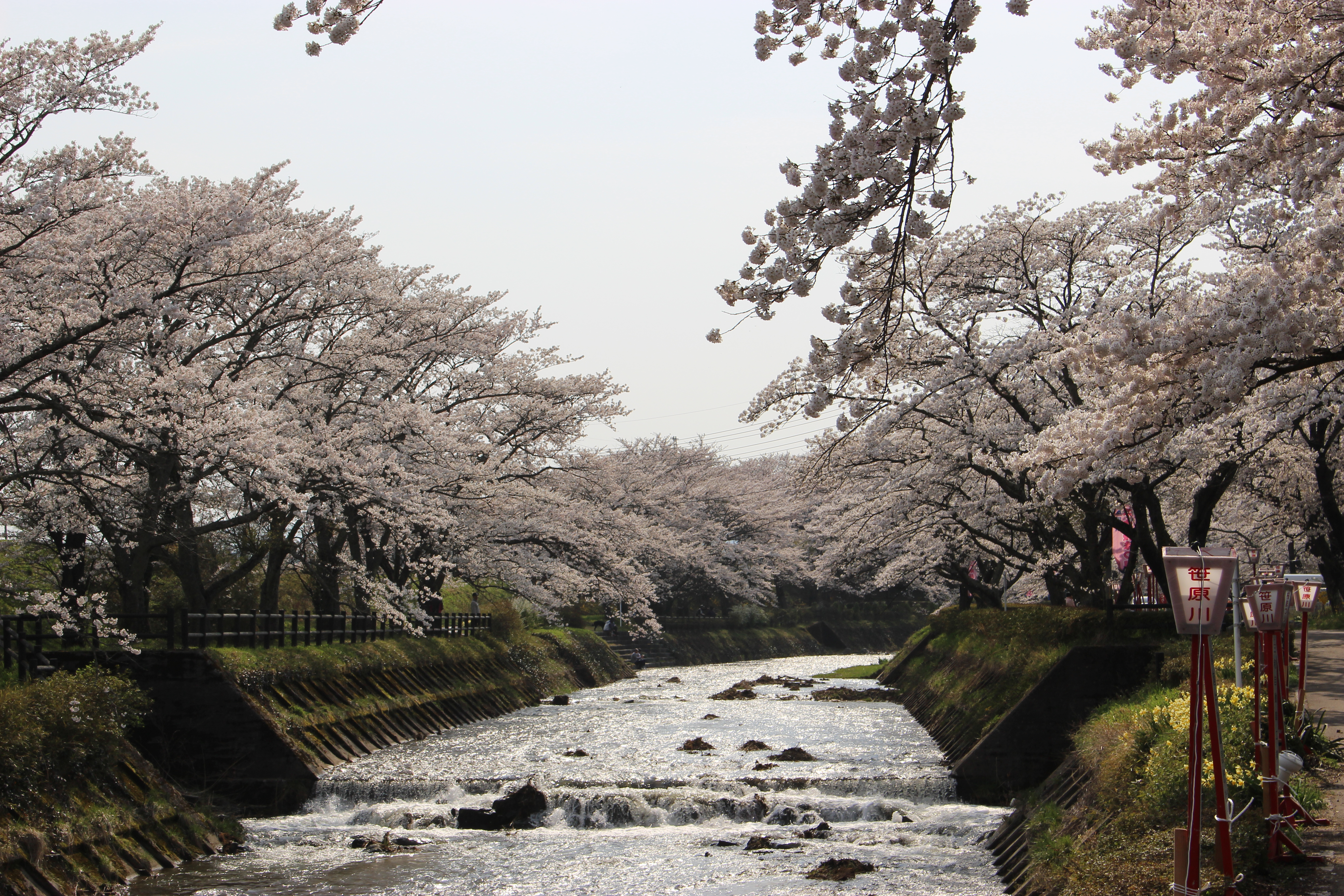
笹原川千本桜

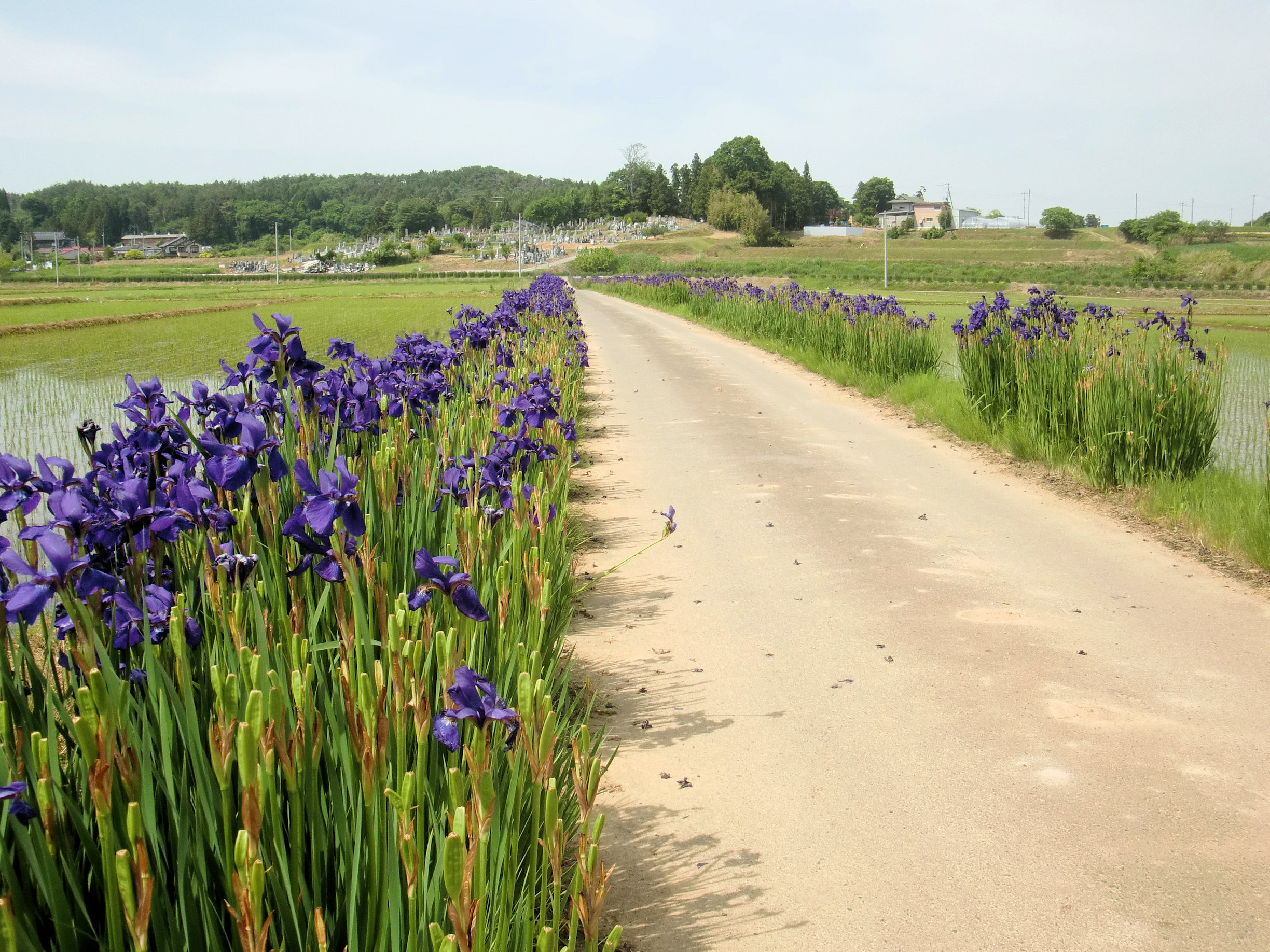
大谷のあやめロード

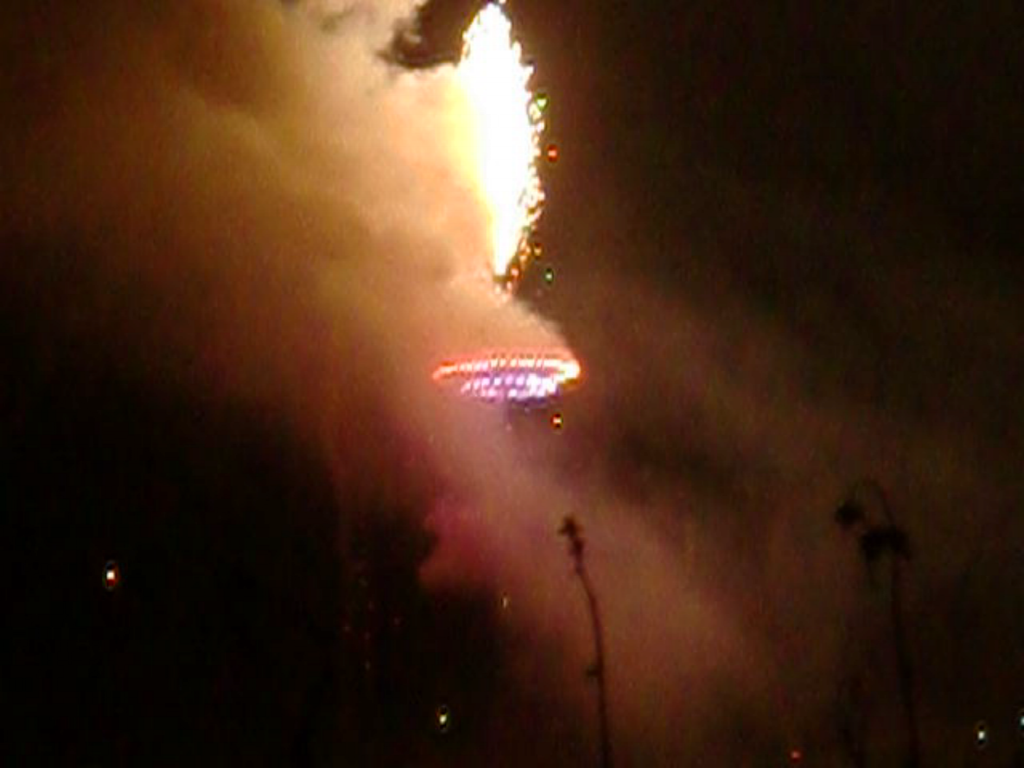
富岡の唐傘行灯花火

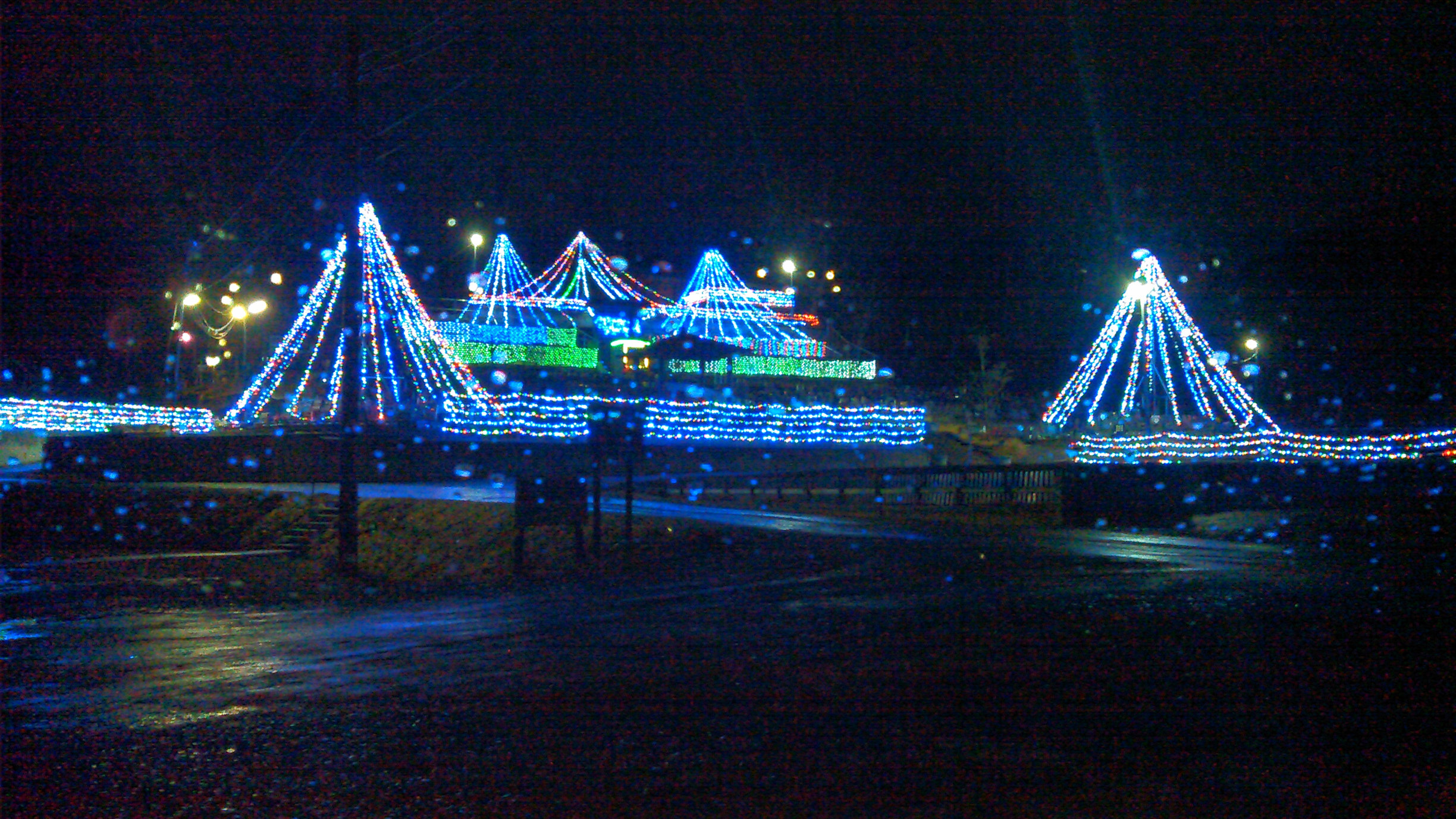
冬のみちのくペット霊園

### 温泉
- のんびり温泉
- 郡山三穂田温泉

### 桜
- 笹原川千本桜（下守屋地区、笹原川沿い）

### 山
- 高籏山
- 妙見山

### その他
- 宇奈己呂和気神社
- のんびりアルパカ牧場
- 橋本農園（ぶどう狩り、8月下旬～9月中頃まで）
- 大谷のアヤメロード（大谷地区） - 市道沿い約1.5kmに約9000本植えられたアヤメ北緯37度22分12.5秒 東経140度17分16秒
- アジサイロード（山口地区） - のんびり温泉付近の県道や市道沿い約3kmに約1000株植えられたアジサイ北緯37度22分19.5秒 東経140度16分36.5秒

### 祭事
- 4月 笹原川千本桜まつり
- 10月 富岡の唐傘行灯花火（駒屋地区、富岡地区） - 郡山市指定重要無形文化財
- 12月 みちのくペット霊園イルミネーション